# Mittelberg (Gemeinde Mittelberg)
Mittelberg ist ein Ort im Kleinwalsertal in Vorarlberg wie auch Ortschaft der Gemeinde Mittelberg im Bezirk Bregenz.

## Geografie
Der Ort befindet sich 37 Kilometer südwestlich von Bregenz, 27 Kilometer südlich von Immenstadt und 45 km westlich von Imst, inmitten der Allgäuer Alpen, zwischen den Nordwestlichen Walsertaler Bergen und den Südöstlichen Walsertaler Bergen.
Das Dorf Mittelberg liegt auf um die 1215 m ü. A. Höhe. Es hat um die 150 Adressen.
Die Ortschaft Mittelberg umfasst knapp 450 Gebäude mit etwa 1.500 Einwohnern, das sind ein knappes 1⁄3 der Gemeindebevölkerung. Davon hat das Dorf selbst wiederum etwa 1⁄3, der Rest verteilt sich auf einige Ortschaftsbestandteile.
Weil das Kleinwalsertal/Mittelberg ein Zollausschlussgebiet und somit deutsches Wirtschaftsgebiet ist, hat der Ort neben der österreichischen Postleitzahl (A-)6993 auch eine deutsche, nämlich (D-)87569. Diese wurde nach dem EU-Beitritt Österreichs beibehalten, die deutsche Telefonvorwahl 08329 hingegen wurde per 1. Juli 2003 stillgelegt, gültig ist nur mehr 0043/5517 (aus Deutschland, 05517 in Österreich) für ganz Mittelberg.

### Nachbarorte und -ortschaften
| ∗                                             | Ahorn                                       | Hirschegg ∗ (O) Höfle                              |
| Schoppernau (O u. Gem. Schoppernau)           | Kompassrose, die auf Nachbargemeinden zeigt | Birgsau (OT, Gem. Oberstdorf, ∗∗ BY, DE) Schwendle |
| Stütze Bödmen Schröcken (O u. Gem. Schröcken) | Hochkrumbach (O, Gem. Warth)                | ∗∗                                                 |

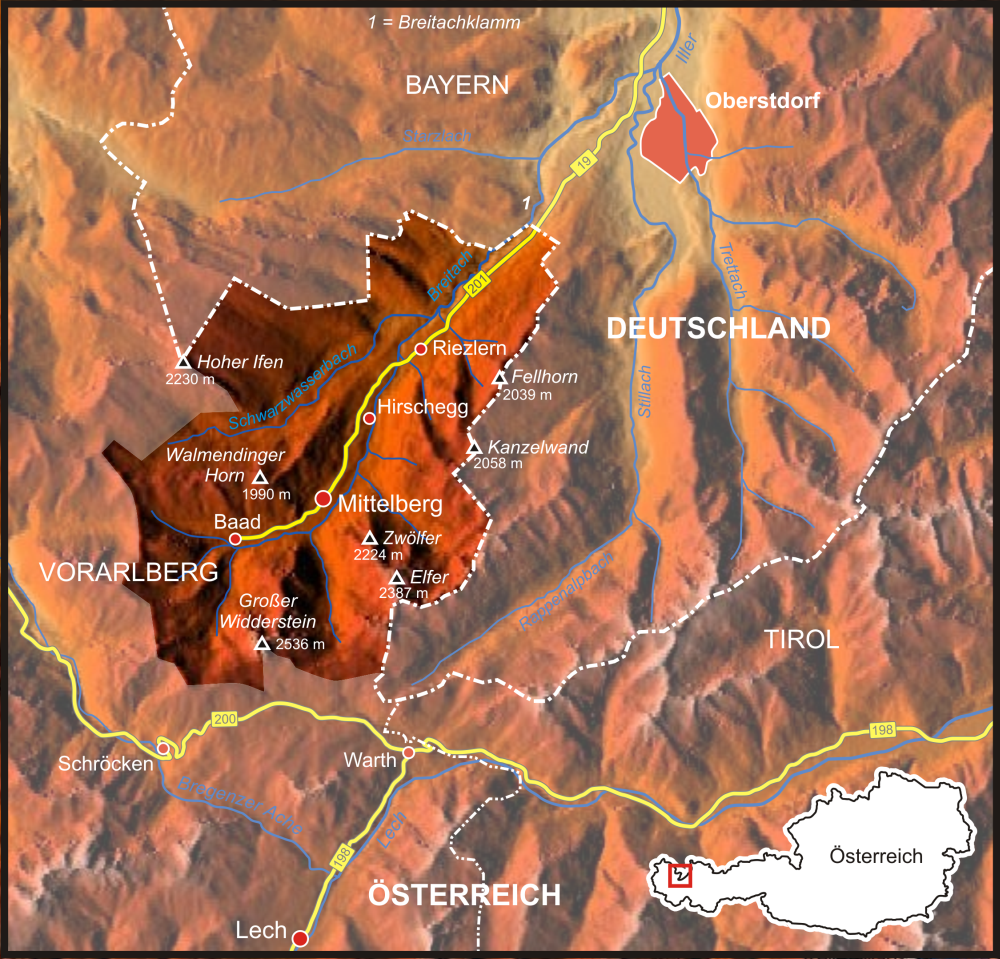
Karte Mittelberg/Kleinwalsertal

∗ Ortschaft Hirschegg  zieht sich im Schwarzwassertal bis in den Nordwesten
∗∗ Ortsteil Birgsau, Gem. Oberstdorf, Lkr. Oberallgäu, RegBez. Schwaben, Bayern, Deutschland; zieht sich bis in den Südosten

### Ortschaftsbestandteile und Ortschaftsgebiet

Ortskern Mittelberg (1965); gegen die Engstelle bei Alpenwald, hinten Heiterberg

Zum Ortschaftsgebiet gehört das gesamte obere Kleinwalsertal, taleinwärts links der Breitach, dem Hauptbach des Tales, hinter Dürenboden, rechts hinter Nebenwasser. Das umfasst:
- links der Breitach die Rotten Tobel mit Rohr (beide noch mit Ortsteilen bei Hirschegg) und Ahorn; das Dorf Mittelberg selbst; die Rotten Bödmen und Stütze
- und rechtsseitig die Rotten Höfle, Schwendle (über Mittelberg, Hauptortsteil) und Gemstelboden
- sowie außerhalb der direkten Ortslage die zerstreuten Häuser Alpenwald (mit den Einzellagen Erlenboden und Vorderboden) und das Dorf Baad am Talschluss – ortsüblich wird das Dorf als eigener Gemeindeteil gerechnet.

Im Ortsteil Baad fließen Derrabach, Turabach und Bärguntbach zusammen und bilden die Breitach, die dann bei Oberstdorf – schon in Bayern – der Iller zufließt. Bei Gemstelboden mündet der Gemstelbach, bei Höfle der Wildenbach, die die beiden größeren Nebentäler im Ortschaftsgebiet darstellen.
Dabei bildet der Grat des Walmendinger Horns (1990 m) die Nordgrenze zum Schwarzwassertal (das zu Hirschegg gehört), der Rest der Umgrenzung ist die Gemeindegrenze ab dem Grünhorn (2039 m), mit dem Widderstein (2536 m) gegen den Hochtannberg, bis zur Hochgehrenspitze (2251 m) im Osten.
Die wichtigsten Berge innerhalb des Ortschaftsgebiets sind der Bärenkopf (2083 m) zwischen Bärgunt- und Gemsteltal, und Elfer (2387 m) und Zwölfer (2224 m) zwischen Gemstel- und Wildental. Dabei nennt man diesen südlichen Kamm die Südöstlichen Walsertaler Berge, der Kamm Walmendingerhorn–Grünhorn gehört zu den Nordwestlichen Walsertaler Bergen (Hoher-Ifen-Gruppe).
Zum Ortschaftsgebiet gehören weiters die Walmendinger Horn Bergstation, die Bärgunthütte, die Sterzerhütte im hinteren Gemsteltal, sowie zahlreiche Alpen.

## Geschichte

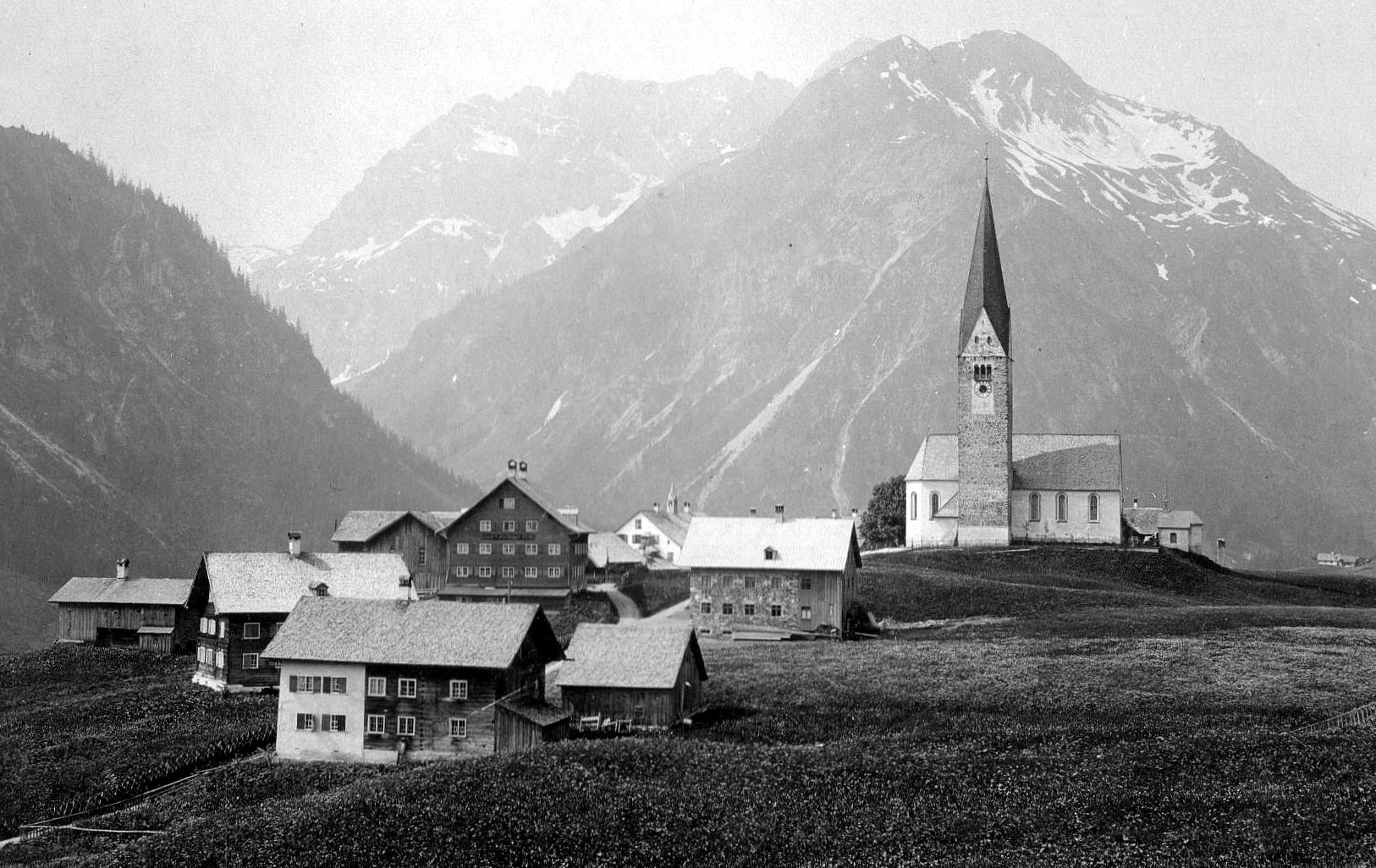
Das Dorf um 1900

Der Ort ist um 1270–1300 urkundlich, als Walser aus dem Großwalsertal, fünf ursprünglich Walliser Familien, die über den Hochalppass das noch unbewohnte Breitachtal siedelten. In dieser Zeit ist Mittelberg urkundlich. Es gehörte zum Gericht Tannberg, nach dem Aufstand von 1451/53 bis 1500 zum Gericht Bregenz, 1563 wurde ein Gericht Mittelberg in Hirschegg eingerichtet. 1810, unter bayerischer Besatzung, kam der Ort zum Landgericht Bezau.
1390 wurde eine Filialkirche von Fischen im Allgäu geweiht, und 1391 zur Pfarrkirche erhoben.
1463 wurde die heutige Kirche zum Hl. Jodok erbaut (wobei der Turm 1371/74 datiert ist, also vom Vorbau stammt, und sich Steine mit Jahreszahlen 1302, 1303 finden). 1693/94 konnte man sich eine umfassendere Neugestaltung leisten. Die Pfarre Mittelberg gehörte bis 1819 zum Bistum Konstanz, dann kam sie an das Bistum Brixen, 1921 wurde nach dem Verlust Südtirols die Apostolische Administratur Innsbruck-Feldkirch eingerichtet, aus der 1964 die Diözese Innsbruck und hieraus 1968 die Diözese Feldkirch eigenständig errichtet wurde.
Seit 1891 Zoll-Sonderwirtschaftszone, wurde ab den 1950ern der Tourismus zum Hauptfaktor, womit auch der Ort enorm schnell wuchs: Hatte die Ortschaft um 1900 noch um 400 Einwohner, stieg das in den 1950er Jahren auf um die 900, und auf eine Bevölkerung von knapp 1500 um das Jahr 2000, der Ort selbst mit Umgebung wuchs von 100 Einwohnern um 1900 auf um die 300.
1966 konnte die Walmendingerhornbahn in Betrieb genommen werden.
Nomineller Gemeindehauptort ist heute nicht Mittelberg, sondern Riezlern.

## Wirtschaft und Infrastruktur

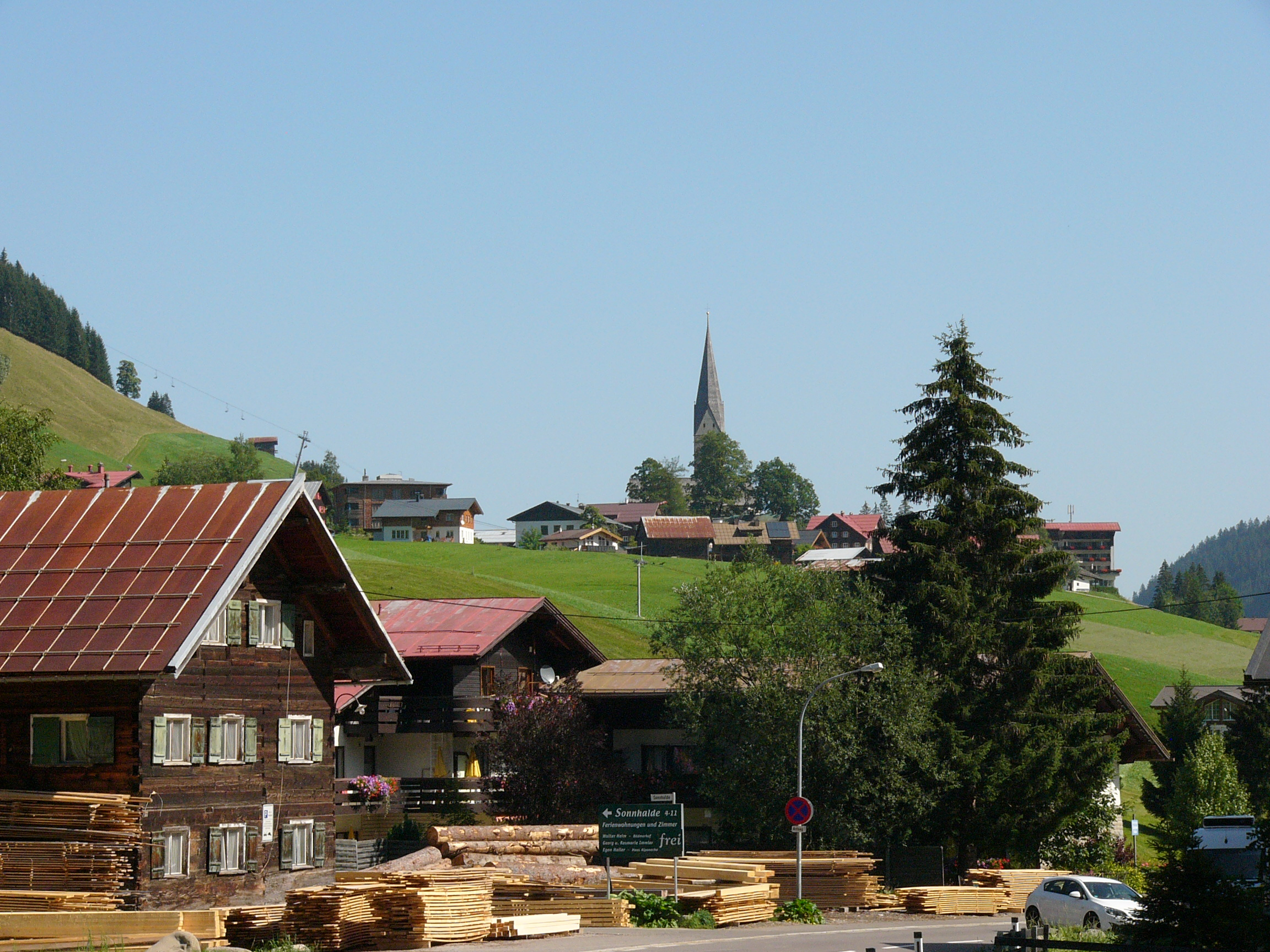
St. Jodok, von Bödmen-Jörihalde, mit dem Maisäßlift

Die Walmendingerhornbahn erschließt im Sommer ein 43 km umfassendes Wandergebiet und im Winter ein Skigebiet mit zwei zusätzlichen Sesselliften. Die Talstation befindet sich unweit des Mittelberger Ortszentrums auf 1200 m ü. A. Die Bergbahn endet auf 1946 m ü. A. knapp unter dem Gipfel des Walmendinger Horns.

## Kultur und Sehenswürdigkeiten

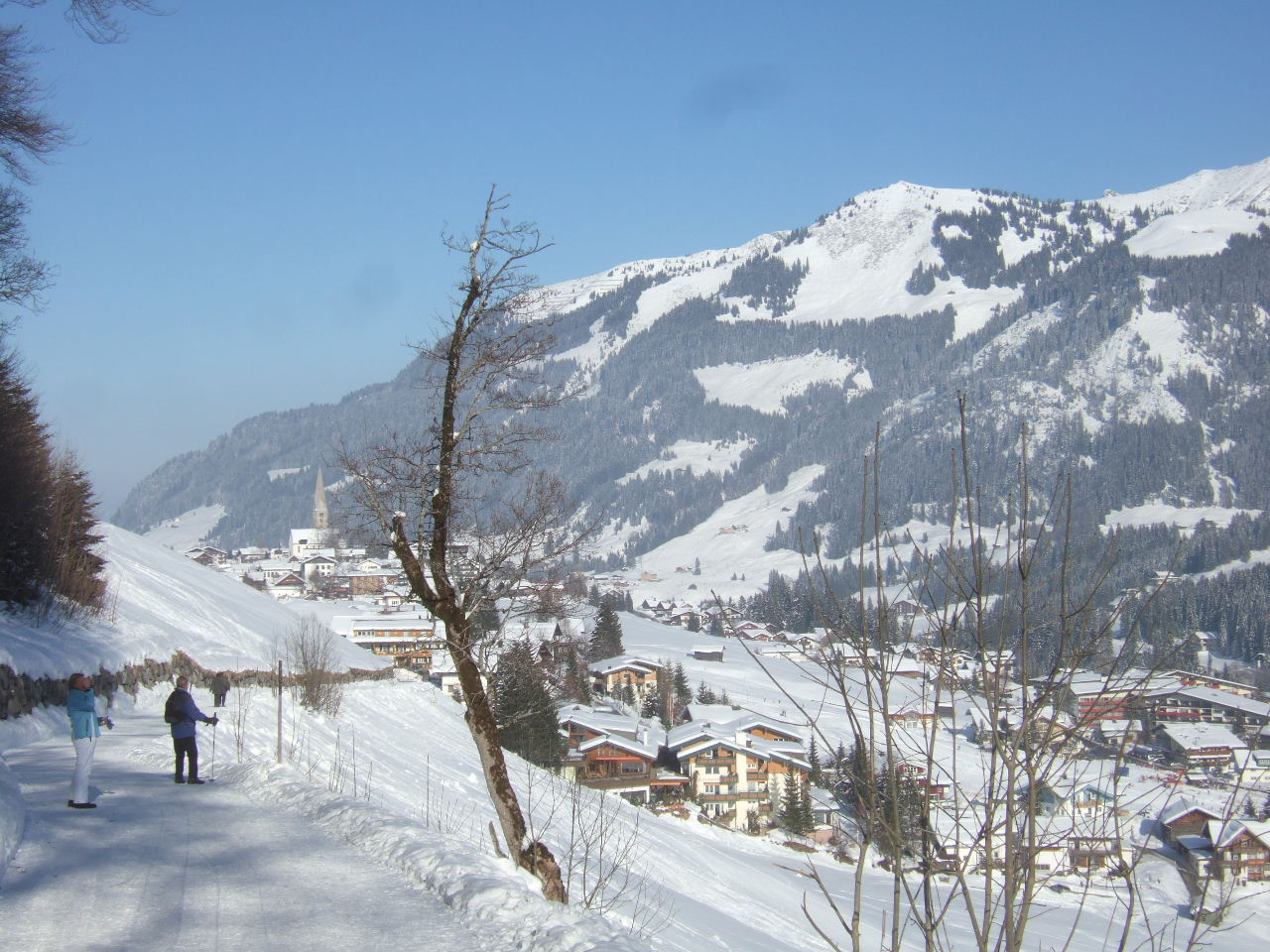
Mittelberg und Stütze mit ihrer Tourismusinfrastruktur; hinten der Zwölfer

Im Ort:
- Pfarrkirche hl. Jodok mit der Lourdeskapelle und dem denkmalgeschützten Sühnekreuz nahebei
- Pfarrhof und Mesnerhaus mit dem denkmalgeschützten Ausrufstein
- Kapelle Maria vom Siege
- denkmalgeschütztes ehemaliges Wirtshaus zum Mohren (Haus Drechsel)

In der Ortschaft:
- Kuratienkirche hl. Martin und Schul- und Kaplanhaus in Baad
- denkmalgeschützter Walserhof und ein weiteres Bauernhaus in Bödmen
- denkmalgeschütztes Walserhaus in Gemstelboden
- denkmalgeschützte Paarhof-Anlage in Höfle
- denkmalgeschütztes Walserhaus in Tobel

## Persönlichkeiten
- Stefanie Schuster, ehemalige Profi-Skirennläuferin
- Ludwig Leitner, ehemaliger Profi-Skirennläufer
- Leo Müller, Erfinder (19. Jahrhundert)
- Resi Hammerer, einzige Walser Medaillen-Gewinnerin bei den Olympischen Spielen in der Ski-Abfahrt bei Olympia 1948 in St. Moritz.

## Nachweise
- 80228 – Mittelberg. Gemeindedaten der Statistik Austria

1. 1 2  Kampf um Postleitzahlen. Ein Tal will deutsch bleiben, n-tv online, 18. April 2006;
Post bestätigt Beibehaltung der PLZ (Memento vom 31. Dezember 2011 im Internet Archive), kleinwalsertal.com, News, 8. Juli 2006 (nicht mehr verfügbar, archiviert auf archive.is (Memento vom 31. Dezember 2011 im Internet Archive)).
2. ↑  Bundesnetzagentur Losgrößenverzeichnis ONB: Sonderfestlegungen in den Ortsnetzen - Mitteilung über die Abschaltung der deutschen Vorwahlen zum 1. Juli 2003 (Memento vom 11. April 2013 im Internet Archive), bundesnetzagentur.de;
Österreichische Gemeinde kämpft um deutsche Vorwahlnummer. Telekom will Vorwahlnummer 08329 zum 1. Juli abschalten. Von dpa / Marie-Anne Winter, teltarif.de › Meldungen › Festnetz › Vorwahl › "Streit", 29. Juni 2003.
3. ↑  Kurt Klein (Bearb.): Historisches Ortslexikon. Statistische Dokumentation zur Bevölkerungs- und Siedlungsgeschichte. Hrsg.: Vienna Institute of Demography [VID] d. Österreichische Akademie der Wissenschaften. Vorarlberg, Mittelberg: Mittelberg mit OB Mittelberg, S. 43 (Onlinedokument, Erläuterungen. Suppl.; beide PDF – o.D. [aktual.]).